# Fiat 616
Der Fiat 616 war ein Leicht-Lkw, den Fiat 1965 als Nachfolger des Fiat 615 präsentierte. Er war ursprünglich nur eine Faceliftversion dieses Modells, ab 1968 wurde er äußerlich neu gestaltet. In Frankreich wurde der Fiat 616 als Unic 616 vermarktet, in Spanien als Fiat 673N und in Österreich als Steyr-Fiat 616. Das Modell war als Pritschenwagen mit Einzel- oder Doppelkabine und Fahrgestell für Aufbauten lieferbar. Den Antrieb übernahm ein 2,2-l-Ottomotor mit 48 kW (65 PS) oder der Dreizylinder-Dieselmotor Fiat 803A mit 2339 cm³ und 37 kW (51 PS) Leistung, jeweils mit Fünfgang-Schaltgetriebe. Er wurde mit 1,75 t Nutzlast und 1,75 t Eigenmasse angeboten.
1968 erschien der 616 N2 in neuem Design mit weniger rundlich geformter Kabine und einem verstärkten Chassis.
Zusätzlich stand nun ein Vierzylinder-Dieselmotor Fiat 804 mit 3119 cm³ und 51 kW (70 PS) Leistung zur Wahl.
Ab 1971 wurde dann der 616 N3 produziert, der nun einen Dreizylinder-Dieselmotor mit 2592 cm³ und 46 kW (62 PS) oder einen 4-Zylinder-Dieselmotor mit 3455 cm³ und 60 kW (82 PS) hatte. Dieses Modell war auch der erste Fiat, der nicht mehr mit einem Emblem, sondern einem silberfarbigen Fiat-Schriftzug auf schwarzem Hintergrund gekennzeichnet war. In Italien wurde das Modell nun auch als OM 616 angeboten.
1978 wurde die Produktion eingestellt, und der Fiat Daily löste das Modell ab.